# Nemacerota
Nemacerota is een geslacht van vlinders van de familie eenstaartjes (Drepanidae), uit de onderfamilie Thyatirinae.

## Soorten
- N. alternata (Moore, 1881)
- N. cinerea (Warren, 1888)